# تپه کنه مش
تپه کنه مش مربوط به سدهٔ ۱۰–۸ ه.ق است و در شهرستان ارومیه، بخش صومای برادوست، دهستان برادوست، ۲ کیلومتری جنوب روستای گل شیخان واقع شده و این اثر در تاریخ ۲۵ آبان ۱۳۸۷ با شمارهٔ ثبت ۲۳۴۸۰ به‌عنوان یکی از آثار ملی ایران به ثبت رسیده است.